# أبو جدحة كبير
أبو جدحة كبير قرية سوريّة تتبع إداريّاً لمحافظة حلب منطقة منبج ناحية أبو كهف، بلغ تعداد سكانها 580 نسمة حسب التعداد السكاني لعام 2004.